# 산양초등학교 학림분교
산양초등학교 학림분교는 대한민국 경상남도 통영시에 있었던 공립 초등학교이다.

## 학교 연혁
- 1947년 9월 2일 학림공립국민학교 개교
- 1992년 3월 1일 산양국민학교 학림분교장으로 개편
- 1996년 3월 1일 산양초등학교 학림분교장
- 2020년 2월 29일 본교로 통폐합[1]

## 참고 자료
- 산양초등학교학림분교장 - 한국교육학술정보원 학교알리미